# 연어 (음식)

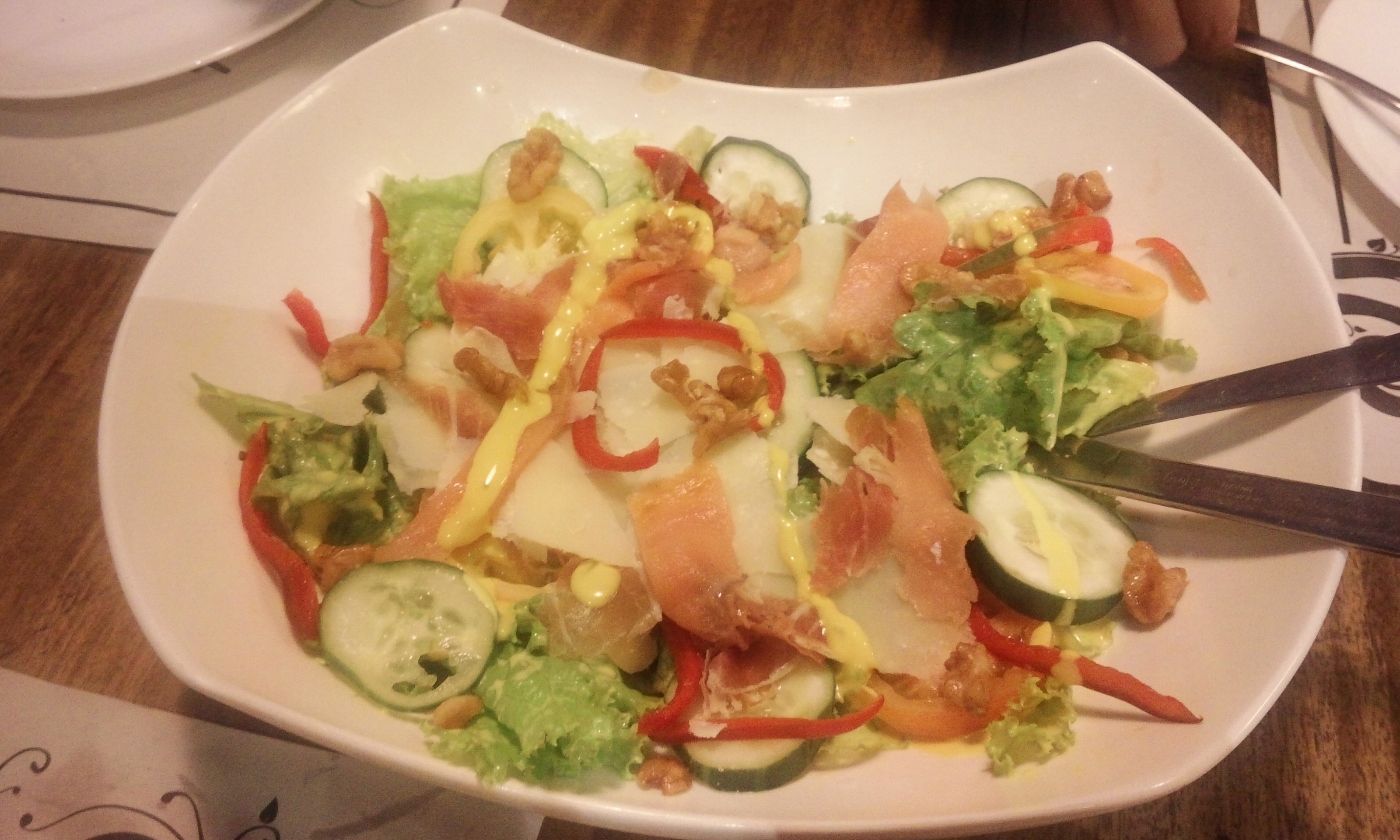
연어 샐러드

연어는 세계적으로 인기 있는 식재료이다. 연어는 기름기가 많은 생선이지만 건강에 좋다. 연어는 단백질 함유량이 많고, 비타민 D, 오메가-3 지방산도 많이 포함하고 있다. 연어는 종에 따라 100g당 23 ~ 214 mg의 콜레스테롤을 함유하고 있다. 하지만 과학 잡지 사이언스에 의하면 양식 연어는 폴리염화디벤조디옥신을 많이 함유하고 있다고 밝혔다. 폴리염화 바이페닐은 자연산에 비해 양식이 8배 정도 갖고 있지만, 인체에 유해한 정도는 아니라고 밝혔다. 2006년 미국의학협회 저널에서는 양식 연어를 먹는 것이 인체에 무해하며, 건강에 도움이 된다고 밝혔다.

## 같이 보기
- 대서양연어
- 연어